# Стеропа
Стеропа (стгрч. Στερόπη, Sterópē) у грчкој митологији једна од седам Плејада, кћерки Атласа и Плијоне, кћерке Океана и Тетиде.

## Митологија
Када су њихове посестриме Хијаде умрле од туге за својим мртвим братом Хијантом, одузелу су себи живот од жалости, а бог Зевс их је све претворио у звезде, а било их је седам сестара Плејада:
- Маја
- Меропа
- Електра
- Тајгета
- Алкиона
- Келено
- Стеропа

Стеропа или Астеропа, „Светла“, „Треперава“, „Сунцолика“. Ареј је напаствовао Астеропу и она је родила сина Оеномаја, који је постао краљ Писе и отац Хиподамеје. Оеномај је, заједно са просцем своје кћерке Палопсе погинуо у трци двоколица.